# Stiernfelt eller Grubbe
Stiernfelt eller Grubbe är två alternativa namn på en utslocknad svensk adelsätt, en agnatisk förgrening av frälseätten Upplänning.
Gabriel Anrep anger att stamfader är en Carl Ragnvaldsson, som levde på 1300-talet. En ättling till denne, fortsätter Anrep, upptog på 1400-talet moderns namn Upplänning. Sonsonen till denne i Anreps genealogier, Mats Persson Upplänning, var gift med en kusin till Gustav Vasa, Birgitta Kristiernsson Vasa vilkas son skulle vara Peder Mattsson Upplänning som var gift med Christina Eriksdotter Puke, vilkas son Mattias Petri var gift med Anna Grubbe, som enligt Gabriel Anrep var dotter till borgmästaren i Norrköping och hövitsmannen i danska fejden Daniel Jonsson Grubbe.
Dessa uppgifter vederlades av Victor Örnberg 1889, vilken kunde visa att uppgifterna troligen konstruerats av Johan Peringskiöld som velat förbättra sitt anträd, något som sedan bland annat redovisats av Gustaf Elgenstierna.
Det sistnämnda paret hade elva söner. Den yngste av dessa, biskop Johannes Matthiae Gothus, blev stamfader för adelsätten Oljeqvist. Sonen Knut Matsson blev stamfader till adelsätten Törnecrantz. Sonen Anders Matsson blev stamfader till adelsätten Österling, genom sonen Jonas Österling.
Sonen Peder Matsson, slutligen, var befallningsman och adlades 1629 med namnet Stjernfelt - ätten introducerades sedermera på nummer 171. Han var i första äktenskapet förmäld med en dotter till ärkebiskop Andreas Laurentii Björnram vars mor tillhörde släkten Grubb och Bureätten, och hans hustru Margaretha Phase som var ättling till Vasaätten. Gabriel Anrep uppger att första hustrun var syssling till Peder Stjernfelt. Vid sitt adlande antog Peder Stjernfelt svärfaderns adliga vapen med tre björnramar och lade till tre stjärnor. Vid det laget hade första hustrun varit död länge - hon avled redan 1603 - och Peder Stjernfelt hade gift om sig med Anna Skuthe som var dotter till borgmästaren i Linköping som förde tre snäckor i sitt vapen, och vars syster var anmoder till ätten Adlerhielm samt hustru till riksrådet Johan Salvius.
Peder Mattsson Stjernfelt fick många barn i båda äktenskapen. En dotter till honom i hans andra gifte, Kerstin, var gift med presidenten i Linköping Christofer Larsson, som adlades 1645 och upptog namnet Grubbe, trots att vare sig han eller hans hustru hade blodsband till släkten Grubb. Andra döttrar i andra äktenskapet blev stammödrar till adelsätterna Ekegren och Kugelhjelm.
Två söner i första äktenskapet upptog släktnamnet Grubbe efter sin farmors far, borgmästaren i Norrköping Daniel Grubbe. Trots att Peder Mattsson Stiernfelt fick många barn slöt bägge dessa söner ätten Stiernfelt eller Grubbe på svärdssidan. Lars Grubbe fick dock två döttrar, den ena emigrerade till Skottland och gifte sig med överste friherre Ludvig Hamilton, den engelske riddaren Richard Dunbar, Magnus Schor, och sist med skotske ryttmästaren Jacob Sommerwell, och fick i sina äktenskap flera barn varav en dotter gifte in sig med släkten Montgomery och Gustavus Hamilton blev härförare under den ärorika revolutionen. Den yngre dottern till Lars Grubbe, Ingeborg, blev stammoder till den svenska adelsätten Stackelberg nr 686 och friherreliga ätten nr 127. De söner som inte är kartlagda är Jöns, Erik samt Mattias. Sonen Mattias var kornett under överste Schlange i Tyskland och var närvarande vid faderns begravning år 1639. Dennes vidare öde är helt okänt.